# Романів Олександра Миколаївна
Олександра Миколаївна Романів (нар. 23 лютого 1982) — українська футболістка і футзалістка, півзахиснииця.

## Життєпис
Футбольну кар'єру розпочала в «Легенді». У чемпіонаті України дебютувала 1998 року. У Вищій лізі зіграла 10 матчів. У сезоні 2000 року в команді не виступала, проте вже в 2001 році знову захищала кольори «Легенди». Допомогла чернігівському клубу оформити «золотий дубль» (виграти вищу лігу та кубок країни). У чемпіонаті України зіграла 8 матчів, відзначилася 1 голом. Проте по завершенні сезону залишила команду.
2003 року перейшла до сумського «Спартака», проте на футбольне поле у футболці сум'ян виходила вже в фінальній частині чемпіонату (10 матчів, 4 голи). У 2004 році повернулася до «Легенди». Разом з «Легендою» тричі вигравала чемпіонат України та двічі тріумфувала в кубку України.
2010 року перейшла в «Ятрань-Берестівець», за який дебютувала 2 травня 2010 року в програному (0:4) виїзному поєдинку 1-о туру Вищої ліги проти «Донеччанки». Олександра вийшла на поле в стартовому складі та відіграла увесь матч. Дебютним голом за команду з Уманщини відзначилася 12 червня 2010 року на 12-й хвилині переможного (4:1) домашнього поєдинку 6-о туру чемпіонату України проти одеської «Чорноморочки». Романів вийшла на поле в стартовому складі та відіграла увесь матч. У команді провела два сезони, за цей час у Вищій лізі зіграла 21 матч та відзначилася 7-а голами.
У 2013 році повернувся до «Ятраня-Берестівця», за яку дебютувала 12 травня 2013 року в переможному (7:0) домашньому поєдинку 2-о туру Першої ліги проти «Атексу-2». Олександра вийшла на поле в стартовому складі та відіграла увесь матч. Дебютним голом за колектив з Уманьщини відзначилася 18 травня 2013 року на 73-й хвилині переможного (6:0) домашнього поєдинку 3-о туру Першої ліги проти «Вікторії» (Любар). Романів вийшла на поле в стартовому складі та відіграла увесь матч. У першій лізі того року зіграла 6 матчів та відзначилася 5-а голами. По завершенні сезону закінчила футбольну кар'єру.
З 2011 по 2014 рік поєднувала виступити за «Ятрань» не тільки у футболі, а й у Вищій лізі чемпіонату України з футзалу. У сезоні 2011/12 разом з командою дійшла до фіналу Кубка України, де перемогу святкував коцюбинський клуб «Біличанка-НПУ».

## Досягнення
«Легенда»
- Вища ліга чемпіонату України
  -  Чемпіон (3): 2001, 2005, 2009
  -  Срібний призер (5): 1998, 1999, 2004, 2006, 2008
  -  Бронзовий призер (1): 2007

- Кубок України
  -  Володар (3): 2001, 2005, 2009
  -  Фіналіст (6): 1998, 1999, 2004, 2006, 2007, 2008

«Ятрань-Уманьфермаш-УДПУ»
- Кубок України з футзалу
  -  Фіналіст (1): 2011/12